# Hans Erich Hollmann
Hans Erich Hollmann (* 4. November 1899 in Solingen; † 19. November 1960 in Los Angeles) war ein deutscher Physiker und Ingenieur, dem mehrere entscheidende Entwicklungen im Bereich der Radartechnik gelungen sind.

## Leben
Hans Erich Hollmann wurde in Solingen als Sohn des Mediziners Peter Hollmann geboren. Er besuchte in Solingen das Gymnasium und war bereits als Jugendlicher an Funk- und Radiotechnik interessiert. In den letzten Tagen des Ersten Weltkrieges geriet er in französische Gefangenschaft und kam nicht vor Anfang 1920 nach Deutschland zurück. Dann begann er an der Technischen Universität Darmstadt das Studium der Elektrotechnik und promovierte 1928 zum Dr.-Ing. mit dem Thema Mechanismus der Barkhausen-Elektronenschwingungen.
1927 entwickelte und baute er am Physik-Institut der TU Darmstadt den ersten UKW-Sender und -Empfänger für den Zentimeter- und Dezimeterwellenbereich. Das führte zur Entwicklung des ersten Mikrowellen-Telekommunikationssystems. Auch ein Magnetophon mit zwei Abtastköpfen zur Erzeugung von Pseudostereophonie entstand zu jener Zeit.
Von 1928 bis 1930 war er bei der Deutschen Forschungsgemeinschaft tätig und befasste sich mit Ultrakurz- und Dezimeterwellen. 1930 wechselte er zum Heinrich-Hertz-Institut für Schwingungsforschung in Berlin. Als Assistent arbeitete er über Mikrowellen und Elektronenstrahlröhren, im Rahmen des II. Internationalen Jahres zur Polarforschung 1932/1933 widmete er sich der Ionosphärenforschung und der Radioastronomie. 1933 wurde er Dozent an der Technischen Universität in Berlin, das Thema seiner Habilitation war Die ultradynamische Schwingungsanfachung durch Rückkopplung. Außerdem wurde er als Berater bei Telefunken im Bereich der Ultrakurzwellen- und allgemeinen Hochfrequenztechnik tätig, wo auch eine große Zahl seiner Patente entstand.
1934 war Hans Erich Hollmann als Beirat an der Gründung der GEMA, der Gesellschaft für Elektroakustische und Mechanische Apparate m.b.H. beteiligt. Die GEMA baute 1934 unter Einbeziehung eines während einer Polarexpedition entstandenen Mikrosekundenimpulsgenerators das erste Impuls-Schiffsradargerät, das mit 50 cm Wellenlänge arbeitete und Schiffe in bis zu 10 km Entfernung erfassen konnte. Von 1935 bis 1937 war Hollmann als wissenschaftlicher Mitarbeiter für Funkmesstechnik bei der GEMA tätig. Im Jahre 1935 wurde bei der GEMA auch die Entwicklung für zwei Einsatzbereiche durchgeführt, zum einen das Schiffsradargerät Seetakt, das mit 80 cm Wellenlänge betrieben wurde, und zum anderen das landgestützte Radarsystem Freya. Abnehmer war jeweils die Kriegsmarine.
Telefunken begann die Radarentwicklung 1933 auf der Grundlage der Forschungen und Arbeiten von Hans Hollmann, das Radargerät „Darmstadt“ bzw. in seiner Nachfolge das Gerät „Würzburg“ wurde vorgestellt. Im Zweiten Weltkrieg wurden das Radargerät Freya und das mit einer guten Richtcharakteristik ausgerüstete Radargerät Würzburg oftmals zusammen eingesetzt. Mit dem Flugpeilgerät Freya wurden auf große Entfernung die einfliegenden Flugzeuge erfasst, mit dem Flugzielgerät Würzburg wurden dann die genauen Richtwinkel und Entfernungsangaben ermittelt.
1935 veröffentlichte Hans Hollmann ein bedeutendes Werk über Mikrowellen, die Physik und Technik der Ultrakurzen Wellen in zwei Bänden. Der zweite Band behandelt die Mikrowellentelemetrie und enthält das wegweisende Kapitel „Sehen mit elektromagnetischen Wellen“. Bestimmte Details (zum Beispiel Echozeitmessung mit einer Kathodenstrahlröhre) durften jedoch, auf Grund von Einwendungen der Kriegsmarine, nicht veröffentlicht werden. Beide Bände wurden von Forschern auf der ganzen Welt beachtet und gaben Anregung zur Entwicklung von Zentimeterwellenradargeräten. Auch ohne Kenntnis der nichtveröffentlichten Teile hielt zum Beispiel William D. Hershberger von der UCLA, der in der Entwicklung des Radars (zum Beispiel SCR-270) in Amerika eine wesentliche Rolle spielte, die beschriebenen Erkenntnisse für so bedeutend, um darauf auch gegenüber der amerikanischen Regierung in einem Memorandum über Radarentwicklung hinzuweisen.
Bereits 1930 gründete Hollmann seine eigene Firma, das „Laboratorium für Hochfrequenztechnik und Elektromedizin“ in der Gärtnerstraße 13 in Berlin-Lichterfelde, in dem er Forschung über Hochfrequenztechnik, Ultrakurz- und Mikrowellen betrieb. Zusammen mit seinem Bruder, dem Mediziner Werner Hollmann wurden neue Erfassungsmethoden der Elektrokardiographie entwickelt. In dieser Zeit wurde Werner Reichardt sein wichtigster Schüler.
Während des Krieges arbeitete er mit 20 Wissenschaftlern weiterhin in seinem eigenen Labor an Aufträgen von Telefunken und der GEMA, u. a. an einem Auftrag des OKH zur „Erforschung von Funksendern zur Störung von Radaranlagen“.
1942 war er auch für die Forschungsanstalt für Funk- und Tonfilmtechnik in Berlin auf den Gebieten Hoch- und Niederfrequenztechnik, Akustik, Fotografie und Film als Direktor tätig. In dieser Funktion überwachte er während des Krieges mehrere Forschungsinstitute in besetzten Ländern und rettete manchen Wissenschaftler vor der Deportation nach Deutschland (zum Beispiel durch die Vergabe von als kriegswichtig bezeichneten Forschungsaufträgen).
Nachdem sein Labor 1942 bei einem Bombenangriff zerstört worden war, verlegte man es nach Georgenthal in Thüringen. Die dortige Tätigkeit deckte ein weites Spektrum der Technik ab: Apparat zur Effizienzmessung einer Induktionsheizung, Impulsgenerator zur Metallhärtung, ein Leichtbau-Mikrowellen-Entfernungsmessgerät, Entwicklung eines Schnellprozesses zur Leimtrocknung, ein Laborgeigerzähler, ein Vibrationsdarstellungsgerät, Verfahren zur automatischen Abstimmung von Sendern und Empfängern und vieles mehr.
Nach dem Krieg war es nicht mehr erlaubt, auf dem Gebiet der Mikrowellen weiter zu forschen, also widmete er sich anderen Gebieten der Elektronik. Ab 1945 betrieb er für die Zentralwerke Bleicherode Forschung zur Übertragungstechnik und 1946 war er im Werk Arnstadt von Siemens & Halske als wissenschaftlicher Berater für Frequenzmodulation und Fernsehtechnik tätig. 1947 wurde er an der Universität Jena Professor für Hochfrequenz- und Elektromedizin.
Da Thüringen seit 1945 in der sowjetisch besetzten Zone Deutschlands lag, setzte er auf Grund eines Angebotes der Regierung der USA bzw. dem Wunsch der US Navy entsprechend seine Tätigkeit in Kalifornien fort (Operation Paperclip).
Sein Forschungsbereich erstreckte sich nun auf die Transistortechnik, darin auch wieder im Hochfrequenz- und Hochfrequenzenergie in Hochleistungssender, sowie Photovoltaik und Tandemtransistoren. Er wurde Direktor des Forschungsbereichs bei Dresser Industries in Kalifornien und befasste sich in dieser Funktion unter anderem mit der Umsetzung von Wärme-, Sonnen- und Atomenergie in Hoch- und Niederfrequenzwechselstrom. Auch wegen seiner vielfältigen Erfolge und Leistungen auf dem Gebiet der Elektronik und der Medizinelektronik wurde ihm 1952 die Mitgliedschaft als „Fellow“ im „Institute for Radio Engineers“ verliehen.
1957 wurde ihm von der Technischen Hochschule Dresden der Ehrendoktortitel verliehen.
Er war verheiratet mit Gisela Schimmelbusch und hatte drei Kinder.

## Patente

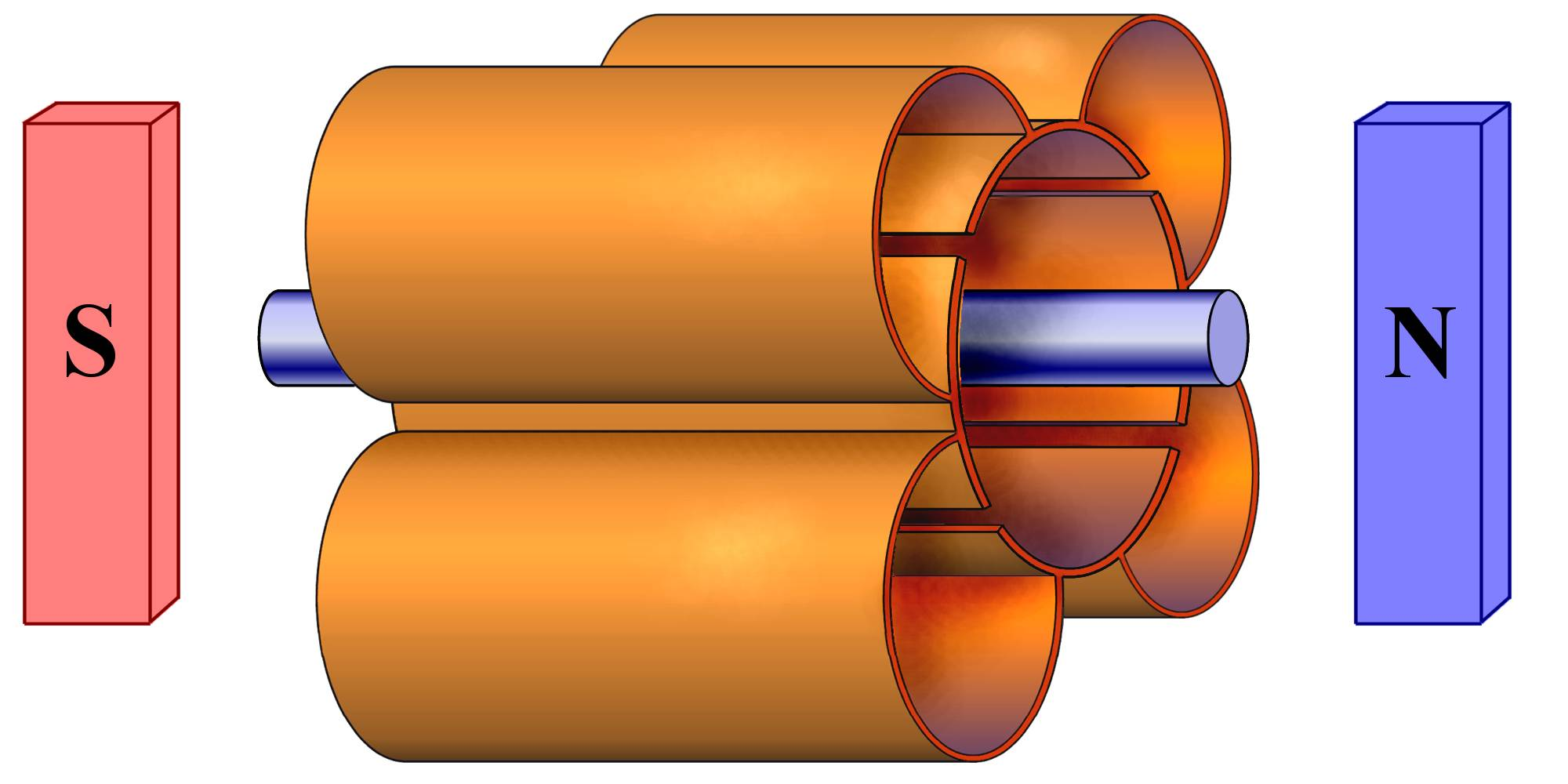
Aufbau der Anode des von Hollmann als Patent angemeldeten Mehrkammermagnetrons

Hollmann meldete 1935 in Deutschland und 1936 in den USA das Patent „Radio Apparatus for Determining Distance and Direction“ an, das ihm 1939 mit der Nummer 2151323 in den USA erteilt wurde. Das Mehrkammer-Magnetron wurde am 29. November 1935 angemeldet und als Patent mit der Nummer 2123728 am 12. Juli 1938 erteilt. Auch die zweidimensionale Echodarstellung auf dem Schirm der Kathodenstrahlröhre von Radargeräten (PPI-Scope Plane Position Indicator) ist mit seinem und dem Namen von Manfred von Ardenne verbunden. Insgesamt hat Hollmann ungefähr 300 Patente im Bereich Elektrotechnik und Physik angemeldet, davon 76 in den Vereinigten Staaten.

## Veröffentlichungen
Hans Erich Hollmann veröffentlichte wissenschaftliche Artikel im Bereich Hochfrequenztechnik, Ultrakurz- und Microwellen und über Elektromedizin.